# Scotiptera varipennis
Scotiptera varipennis är en tvåvingeart som beskrevs av Wulp 1891. Scotiptera varipennis ingår i släktet Scotiptera och familjen parasitflugor. Inga underarter finns listade i Catalogue of Life.